# Чжунханди
Чжунханди (кит. 中翰第, пиньинь: Zhōnghàndì) находится в деревне Дангси, посёлок Гаопо, уезд Дапу, город Мэйчжоу, провинция Гуандун, Китай. Это родовое поместье Ли Куан Ю — основателя и первого премьер-министра Сингапура.
19 апреля 2005 года оно было объявлено объектом охраняемого культурного наследия уездного уровня, а 13 января 2014 года включено во вторую категорию охраняемых объектов культурного наследия городского уровня в Мэйчжоу.

## История
Чжунханди ориентирован с северо-запада на юго-восток и построен из кирпича и дерева. Общая площадь составляет 223 квадратных метра. Чжунханди, относящийся к стилю «Спускающийся тигр» (хакка: hia⁶ suan¹ houn²), имеет восемь комнат.
Прадед Ли Куан Ю, Ли Мук Ман, в 1864 году уехал в Сингапур искать средства к существованию. Там он стал видным бизнесменом и в 1884 году (10-й год правления императора Гуансю) вернулся в родные края для строительства Чжунханди.
В декабре 2019 года бывший министр иностранных дел Сингапура Джордж Йео вместе с семьёй посетил Чжунханди и Мемориальный зал Ли Куан Ю в деревне Дангси, посёлок Гаопо, во время церемонии поклонения предкам в деревне Вэньли, посёлок Анбу.

## Туризм
В период с 2007 по 2008 год дом и прилегающая территория были отреставрированы местными властями.
В январе 2014 года правительство уезда Дапу инвестировало 40 миллионов юаней в развитие туристической зоны предкового поместья Ли Куан Ю. В рамках проекта были построены:
- Туристическая торгово-развлекательная улица
- Парк водно-болотных угодий
- Зона ландшафтного оформления у входа
- Курортный район с виллами
- Зона отдыха на эко-ферме
- Зона сельских экскурсий
- Зона обозрения живописного озера
- Выставочная зона древней деревни хакка
- Зона сбора фруктов в саду
- Смотровая площадка на вершине холма

Проект был включён в список «Ключевых строительных проектов 2014 года» уезда Дапу с целью развития его в «Международное направление сельского туризма».

### Мемориальный зал Ли Куан Ю
В мемориальном зале находятся четыре выставочных зала, в которых через изображения и тексты рассказывается о жизни Ли Куан Ю и истории Сингапура. Бронзовая статуя, изображающая пожатие рук между Дэн Сяопин и Ли Куан Ю, воссоздаёт момент первого визита Дэна в Сингапур в 1978 году.

### Посетители
Некоторые туристические агентства Сингапура, предлагающие туры по Чаочжоу и Шаньтоу, включают Чжунханди в маршрут своих экскурсий. По состоянию на март 2016 года объект посещало около 20 000 человек в месяц.